# Сулейманова, Гузель Галеевна
Гузе́ль Гале́евна Сулейма́нова (баш. Сөләймәнова Гүзәл Ғәли ҡыҙы) (25 февраля 1927, Уфа, БАССР, РСФСР, СССР — 14 апреля 1969, там же) — советская башкирская артистка балета. Народная артистка Башкирской АССР (1953). Народная артистка РСФСР (1955). Депутат Верховного Совета БАССР 7-го созыва.

## Биография
Гузель Галеевна Сулейманова родилась 25 февраля 1927 года в Уфе в рабочей семье. Отец, Шагали-агай, родом из села Исламбахты современного Ермекеевского района Башкортостана. Мать, Габида Гиляжетдиновна Кудашева, из села Кляшево современного Чишминского района Башкортостана — родины Мустая Карима.
Гузель с 1936 по 1947 годы училась на башкирском отделении Ленинградского хореографического училища (педагоги Н. А. Камкова, М. Ф. Романова).
В перерыве учёбы с 1945 года и в дальнейшем работала в Башкирском государственном театре оперы и балета.
В 1941 году вернулась из Ленинграда в Уфу, где работала в балетной труппе БГТОиБ, танцевала сольные партии в кордебалете и оперных спектаклях. В Уфу был эвакуирован Киевский театр оперы и балета. С Гузель Галеевной здесь стала заниматься артистка Киевского театра балерина Антонина Васильева. Вместе они подготовила для Гузель сольную партию подруги Сванильды из «Коппелии».
В 1943 году уехала в Пермь для продолжения обучения. В Пермь было эвакуировано Ленинградское хореографическое училище и Ленинградский театр оперы и балета.
Опять вернулась в Уфу в 1944 году, чтобы принять участие в работе над балетом «Журавлиная песнь», который должен был показан к 25-летию Башкирской автономии. Окончила училище в 1947 году. На выпускном вечере училища танцевала на сцене Кировского театра оперы и балета, исполнив два па-де-де — из «Лебединого озера» П.Чайковского и «Дон Кихота» Л.Минкуса.
На сцене Башкирского театра оперы и балета Гузель Галеевна танцевала партии в классических балетах и в балетах национальной классики: Зайтунгуль («Журавлиная песнь»), Амина, жена Салавата Юлаева («Горный орел»), Галима («Черноликие»).
Гастролировала с театром в СССР и 18 странах мира.
Умерла 14 апреля 1969 года. Похоронена в Уфе.

## Роли в спектаклях
Дебют в Башкирском театре оперы и балета в партии Марии в балете «Бахчисарайский фонтан» Бориса Асафьева в 1945 году.
Одетта-Одиллия в «Лебедином озере» Петра Чайковского, Зайтунгуль в балете Льва Степанова и Загира Исмагилова «Журавлиная песнь», Зарифа в «Горной были» Александра Ключарёва, Тао-Хоа в «Красном маке» Рейнгольда Глиэра, Китри в «Дон-Кихоте» Людвига Минкуса, Гульназира в одноимённом балете Наримана Сабитова, партия Галимы в балете «Черноликие» Халика Заимова и Александра Чугаева.

## Награды и звания
- Народная артистка Башкирской АССР (1953)
- Народная артистка РСФСР (1955)

## Память
В Уфе по улице Октябрьской Революции д. 9, где жила Г. Сулейманова установлена мемориальная доска.